# Cantuaria secunda
Cantuaria secunda är en spindelart som beskrevs av Forster 1968. Cantuaria secunda ingår i släktet Cantuaria och familjen Idiopidae. Inga underarter finns listade.